# Coppia aperta quasi spalancata (film)
Coppia aperta quasi spalancata è un film del 2024 diretto da Federica Di Giacomo e tratto dall'omonimo spettacolo teatrale di Dario Fo e Franca Rame.

## Trama
“Coppia aperta quasi spalancata” è un film sul desiderio di felicità.
È il racconto della ricerca del proprio posto nel mondo di tre donne: Antonia/Rame, Chiara e Sara. Creature apparentemente diverse per età, contesto sociale e aspirazioni ma così profondamente simili.
Chiara è attrice, scrittrice di successo, fidanzata con Fredrik, svedese. Porta in scena da quattro anni il testo di Coppia aperta quasi spalancata scritto nel 1983 da Franca Rame e Dario Fo, di cui è protagonista.
Lo spettacolo racconta la sempiterna favola o il sempiterno martirio dell'amore quando è coppia. È una storia che tratteggia l’evoluzione, soprattutto - la sconfitta prima e la rinascita poi - di Antonia, moglie dell'ingegner Mambretti, alla quale il marito propone di spalancare la coppia per poter fare il proprio comodo, imponendole un nuovo codice pur di mantenere la donna calda e prona. Antonia accetta, soffrendo in modo indicibile, per non perdere la persona che ha accanto e senza la quale è certa di non avere più un senso. Ma tutto cambia radicalmente nel momento in cui lei comincia ad ascoltarsi e a guardare oltre il divano di casa.
Lo spettacolo termina con un rovesciamento: la donna ha preso contezza di sé, ha trovato un nuovo compagno e il marito, incredulo che lei possa esistere e avere una coscienza propria al di là della loro coppia e del loro salotto, soccombe.
È uno spettacolo che tocca il pubblico, lo anima, lo agita, lo muove. Lo si vede alla fine di ogni replica in cui le persone, uscendo dal teatro, riflettono, sono scosse, si domandano e danno vita a veri e propri dibattiti con partner, familiari e amici.
Il compagno storico con cui Chiara recita e che interpreta il ruolo del marito è Alessandro: è un rapporto che vive di grande affetto e spesso di grandi conflitti. Entrambi i sentimenti sono esplicitati in modo più cristallino da lei che cerca, con autorità e autorevolezza, di mettere a posto, di arginare il caos e l’esagitazione della vita e della professione di Alessandro, meno da lui, che pur nutrendo una profonda stima e quasi una dipendenza emotiva nei confronti di Chiara, la soffre, forse perché, professionalmente non realizzato, forse, per via di un sentimento continuamente imploso.
Chiara appare ed è una donna di successo, che si esprime, anche nei confronti di Alessandro, che si mette in relazione con la vita, col suo lavoro e con ciò che la circonda in modo diretto, assertivo, a tratti, apparentemente crudo.
Sara è una donna italiana che ha vissuto col compagno e il figlio in Inghilterra. Ha conosciuto Efrem, che abita in Italia, tramite i social, se n’è innamorata e ha deciso, insieme al marito e alla figlia di abbandonare tutto per approdare in un sottoscala a Ladispoli, la città in cui vive Efrem, e perseguire quella che è la sua idea di felicità: una famiglia composta da lei, dai suoi due amori e dalla figlia, Ali. La sua è una “polecola” spesso difficile da essere compresa dalla società ma che per Sara è l'unico microcosmo in cui vivere. Accompagneremo questa famiglia nel loro nuovo approdo in Italia, con tutto ciò che comporterà: bellezza, spazi e anche un problema assai più grave.
Chiara è nel pieno della sua vita e del suo successo. Si è conquistata tutto con caparbietà e passione. Da anni porta in tournée, nei più grandi teatri italiani, lo spettacolo Coppia aperta quasi spalancata, al cui centro c’è la storia di un matrimonio in cui il marito propone alla moglie di spalancare la coppia. Chiara alla coppia aperta non ci ha mai pensato e non intende proprio farlo. È fidanzata con Fred, lo Svedese, bello e attento, come un predatore che la segue nella vita e nel lavoro. Insieme sono una famiglia che è anche un’azienda. Fredrik mal sopporta la presenza di Alessandro nel mondo di Chiara – lei ormai lo considera parte della famiglia –. Non accetta la sua ostentata autocommiserazione, il suo essere costantemente dipendente dalla sua compagna sia nella sfera lavorativa che in quella personale. “Nessuno ha pietà di te. Il mondo è cattivo. Il vittimismo non porta né caratura né cura, ma è solo una ferita che la maggior parte della gente schifa o si bea di non avere”, questo il cuore del suo pensiero. E poi, di maschio alpha deve essercene solo uno: lui.
Alessandro è legatissimo a Chiara, ma la patisce, patisce il suo continuo ricordargli chi sia il capocomico. Lei. Patisce quando il pubblico, dopo gli spettacoli, aspetta lei e non lui, patisce che un maschio come lui e un grande attore come lui non sia avanti a lei nel lavoro e non sia il primo della sua vita. E così, ogni giorno, improvvisa sul palco, cambiando a capriccio una battuta qui, una battuta lì, per mettersi in evidenza e spiccare, nonostante sappia quanto ciò infastidisca Chiara, rispettosa del testo e del lavoro.
Una sera, calato il sipario, Chiara si infuria definitivamente perché Alessandro si è permesso di sostituire proprio le parole “Coppia aperta” con uno sproloquio insensato in cui si cita il poliamore. Chiara gli urla sottolineando la sua cialtroneria e l’insensatezza dello sporcare un testo come quello parlando di “poliamorosi” che altro non sono se non “ragazzini che usano il poliamore come scusa per scopare a destra e a manca”. Alessandro balbettando le dice che lei non conosce quel mondo.
E allora Chiara decide di fare quello che, da sempre, per lei è stato ed è motivo di libertà e liberazione: conoscere. E va a vederlo da vicino, curiosa e aperta, quell’universo del poliamore, figlio di quella coppia aperta e di Antonia che dal 1983 chissà se è cambiato, cresciuto, e progredito.
Inizia così un viaggio, in un mondo in cui Chiara incontrerà il poliamoroso più anziano d’Italia, un novantacinquenne, insieme a una delle sue tre fidanzate, in cui parteciperà a dibattiti all’interno dei cerchi poliamorosi, in cui passerà serate con giovani “contro” che dopo lo spettacolo avranno da dire e ridire sul concetto di coppia classica e sulla monogamia, in cui si scontrerà con un gruppo di pseudo femministe agguerrite, in cui parteciperà ad un sex positive. Un viaggio in cui toccherà un mondo di cui Sara con i suoi due compagni e la figlia Ali è l esempio lampante.
Ma sarà anche e soprattutto un cammino dentro se stessa, dentro la sua vita e dentro i suoi affetti, farcito di quelle domande, di quei dubbi, di quelle risate, di quel dolore, di quelle granitiche certezze a cui tutti noi ci appigliamo per non tracimare.
Ascolterà, senza tirarsi mai indietro, senza rinunciare al dialogo, confrontandosi autenticamente, con ironia, caustica, diretta, senza fare sconti a nessuno, soprattutto a se stessa, entrando in contrasto, spesso, con quella realtà così diversa dalla sua ma sempre concepita come paritaria.
Il vero e profondissimo desiderio di Chiara è quello di essere amata, lo stesso di Antonia e di Sara. Di Fredrik e di Alessandro.
Non c’è una strada giusta. Ci sono innumerevoli sentieri, viottoli, varchi per provare a raggiungerla la felicità. E spesso quel viaggio è proprio la meta.
Ognuno ci prova, ognuno fa del suo meglio, ognuno cerca di ascoltarsi, di tirar fuori tinte che sono solo sue, perché «Felice chi è diverso / essendo egli diverso. / Ma guai a chi è diverso / essendo egli comune».

## Distribuzione
Dopo essere stato il Film d'Apertura delle "Giornata degli Autori" durante la Mostra internazionale d'arte cinematografica di Venezia il 28 agosto 2024, il film è stato distribuito nelle sale cinematografiche italiane a partire dal 29 agosto 2024.